# Le Bourg
Pour Le quartier de la ville suisse de Fribourg, voir Le Bourg (Fribourg).
Le Bourg est une commune française située dans l'est du département du Lot, en région Occitanie. Elle est souvent appelée Le Bourg.
Elle est également dans la Limargue, une région naturelle occupant une dépression verdoyante entre les causses du Quercy et le Ségala quercynois.
Exposée à un climat océanique altéré, elle est drainée par le Francés et par divers autres petits cours d'eau. Incluse dans le bassin de la Dordogne, la commune possède un patrimoine naturel remarquable composé de quatre zones naturelles d'intérêt écologique, faunistique et floristique.
Le Bourg est une commune rurale qui compte 301 habitants en 2022, après avoir connu un pic de population de 756 habitants en 1851. Elle fait partie de l'aire d'attraction de Figeac. Ses habitants sont appelés les Boulvéens ou  Boulvéennes.

## Géographie
Commune située dans le Quercy sur l'axe Rodez-Brive (D840), c'est un carrefour très fréquenté.

### Situation
Le Bourg est à la fois un carrefour routier et un carrefour géologique, en effet il se trouve à égale distance de Gramat et de Figeac d'une part et d'Assier et Lacapelle-Marival d'autre part.

### Communes limitrophes
Les communes limitrophes sont Anglars, Assier, Le Bouyssou, Issepts, Lacapelle-Marival, Rudelle et Sonac.
| Rudelle | Anglars  | Lacapelle-Marival |
| Sonac   | du Bourg | Le Bouyssou       |
| Assier  | Issepts  |                   |

### Géologie et relief
La commune est aussi située sur la limite géologique entre le causse de Gramat (sol calcaire) et le Ségala lotois (sol acide). On rencontre donc de part et d'autre du village de hautes forêts de chênes et de châtaigniers, caractéristiques du Ségala et des taillis épars et chênes noueux et bas caractéristiques des paysages du Causse.

### Hydrographie

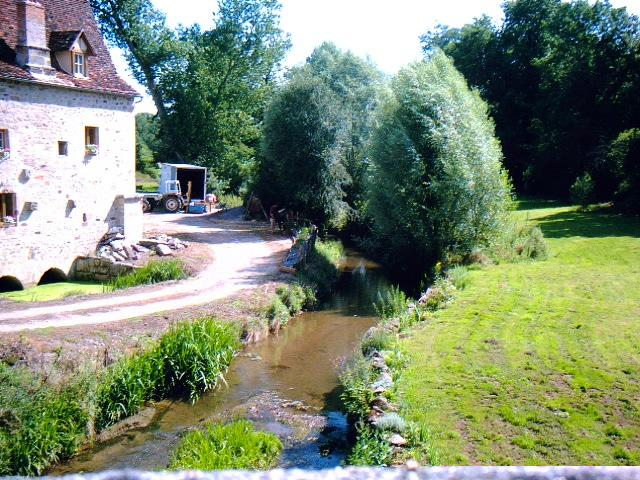
Le Francès au Bourg.

Le Francés aussi appelé ruisseau de Lasbories est une petite rivière issue des hauteurs du Ségala. Il traverse Rudelle puis passe au Bourg avant de disparaitre sous le causse aux "pertes de Francès", à Théminettes, après 20,2 km de cours aérien. C'est un affluent souterrain de l'Ouysse.

### Climat
Pour des articles plus généraux, voir Climat de l'Occitanie et Climat du Lot.
En 2010, le climat de la commune est de type climat océanique altéré, selon une étude s'appuyant sur une série de données couvrant la période 1971-2000. En 2020, Météo-France publie une typologie des climats de la France métropolitaine dans laquelle la commune est dans une zone de transition entre le climat océanique altéré et le climat de montagne ou de marges de montagne et est dans la région climatique Ouest et nord-ouest du Massif Central, caractérisée par une pluviométrie annuelle de 900 à 1 500 mm, maximale en automne et en hiver.
Pour la période 1971-2000, la température annuelle moyenne est de 12 °C, avec une amplitude thermique annuelle de 15,3 °C. Le cumul annuel moyen de précipitations est de 1 133 mm, avec 11,9 jours de précipitations en janvier et 6,8 jours en juillet. Pour la période 1991-2020, la température moyenne annuelle observée sur la station météorologique la plus proche, située sur la commune de Faycelles à 17 km à vol d'oiseau, est de 13,1 °C et le cumul annuel moyen de précipitations est de 806,2 mm,. Pour l'avenir, les paramètres climatiques de la commune estimés pour 2050 selon différents scénarios d’émission de gaz à effet de serre sont consultables sur un site dédié publié par Météo-France en novembre 2022.

### Milieux naturels et biodiversité

#### Espaces protégés
La protection réglementaire est le mode d’intervention le plus fort pour préserver des espaces naturels remarquables et leur biodiversité associée,.
La commune est dans le périmètre du « géoparc des causses du Quercy », classé Géoparc en mai 2017 et appartenant dès lors au réseau mondial des Géoparcs, soutenu par l’UNESCO,.
La commune fait également partie de la zone de transition du bassin de la Dordogne, un territoire d'une superficie de 1 880 258 ha reconnu réserve de biosphère par l'UNESCO en juillet 2012,.

#### Zones naturelles d'intérêt écologique, faunistique et floristique
L’inventaire des zones naturelles d'intérêt écologique, faunistique et floristique (ZNIEFF) a pour objectif de réaliser une couverture des zones les plus intéressantes sur le plan écologique, essentiellement dans la perspective d’améliorer la connaissance du patrimoine naturel national et de fournir aux différents décideurs un outil d’aide à la prise en compte de l’environnement dans l’aménagement du territoire.
Trois ZNIEFF de type 1 sont recensées sur la commune :
- l'« agrosystème du moulin de Rouby » (98 ha), couvrant 4 communes du département[15] ;
- les « étangs et bocage d'Issepts et d'Assier » (410 ha), couvrant 3 communes du département[16],
- le « massif forestier de Lacapelle-Marival » (392 ha), couvrant 2 communes du département[17] ;

et une ZNIEFF de type 2, : 
le « Haut bassin du Drauzou » (2 611 ha), couvrant 10 communes du département.

Carte des ZNIEFF de type 1 et 2 au Bourg.
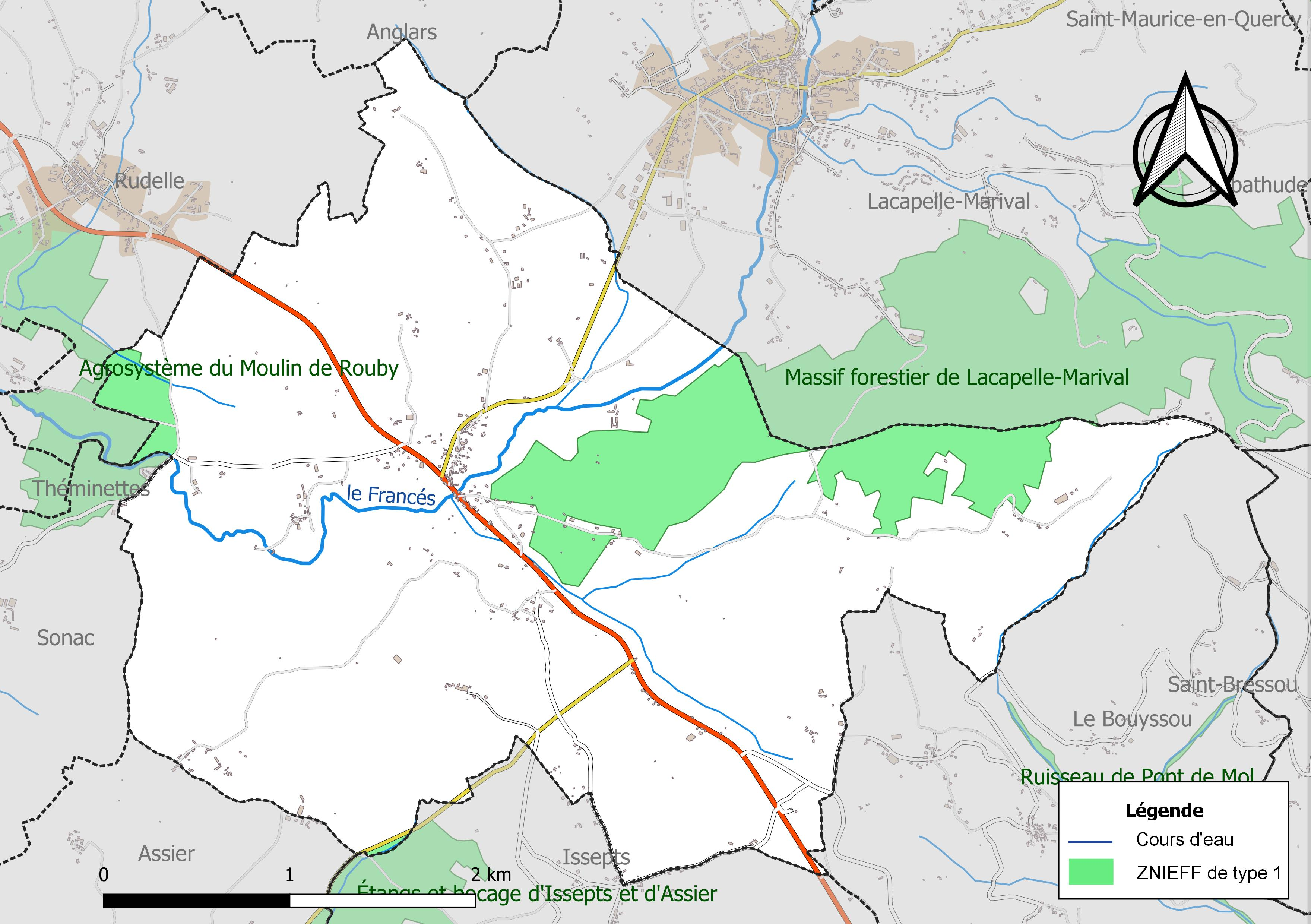
Carte des ZNIEFF de type 1 sur la commune.
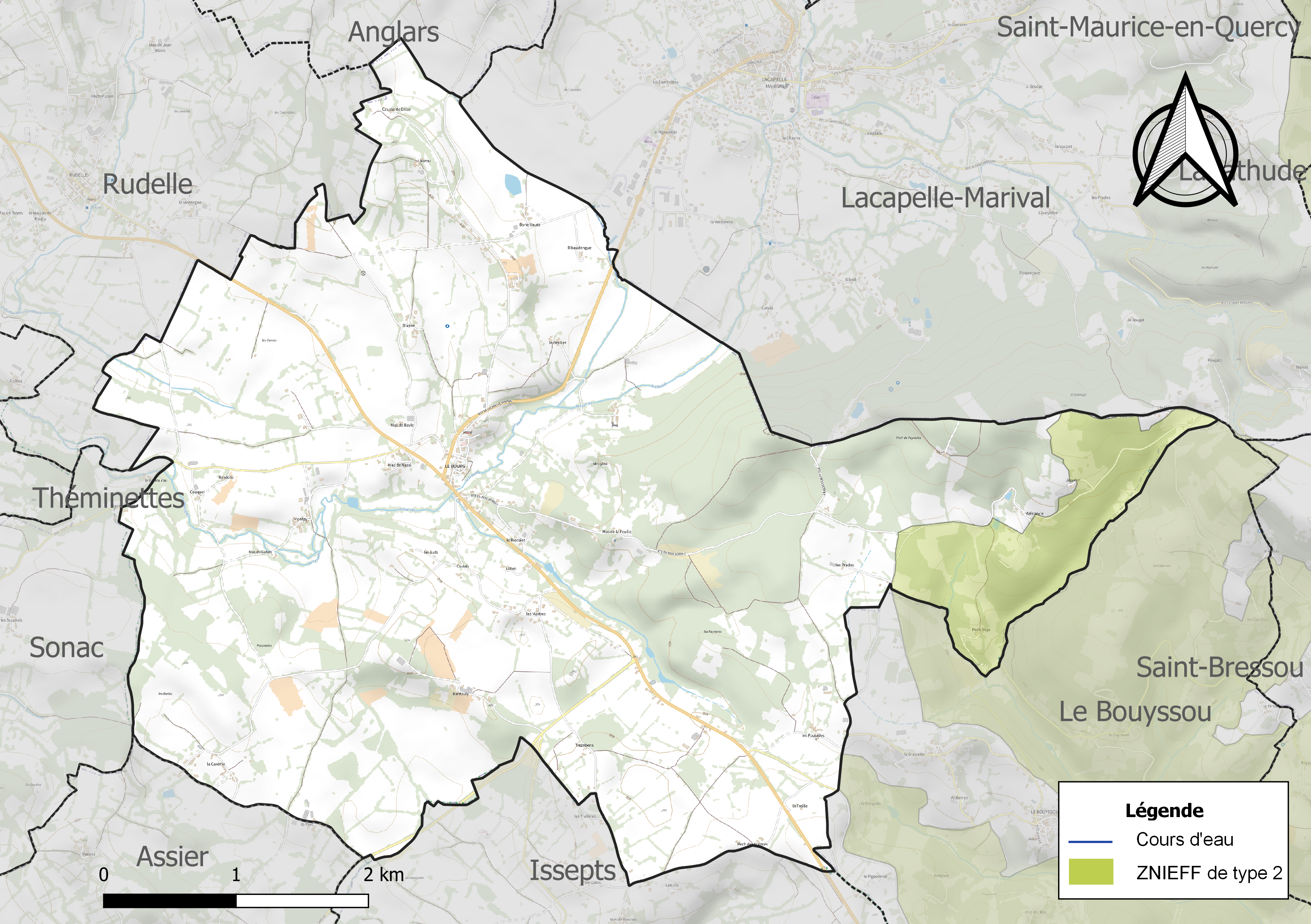
Carte de la ZNIEFF de type 2 sur la commune.

## Urbanisme

### Typologie
Au 1er janvier 2024, Le Bourg est catégorisée commune rurale à habitat très dispersé, selon la nouvelle grille communale de densité à sept niveaux définie par l'Insee en 2022.
Elle est située hors unité urbaine. Par ailleurs la commune fait partie de l'aire d'attraction de Figeac, dont elle est une commune de la couronne,. Cette aire, qui regroupe 59 communes, est catégorisée dans les aires de moins de 50 000 habitants,.

### Occupation des sols
L'occupation des sols de la commune, telle qu'elle ressort de la base de données européenne d’occupation biophysique des sols Corine Land Cover (CLC), est marquée par l'importance des territoires agricoles (76,9 % en 2018), une proportion sensiblement équivalente à celle de 1990 (76,5 %). La répartition détaillée en 2018 est la suivante : 
prairies (47,4 %), zones agricoles hétérogènes (29,5 %), forêts (23,1 %). L'évolution de l’occupation des sols de la commune et de ses infrastructures peut être observée sur les différentes représentations cartographiques du territoire : la carte de Cassini (XVIIIe siècle), la carte d'état-major (1820-1866) et les cartes ou photos aériennes de l'IGN pour la période actuelle (1950 à aujourd'hui).

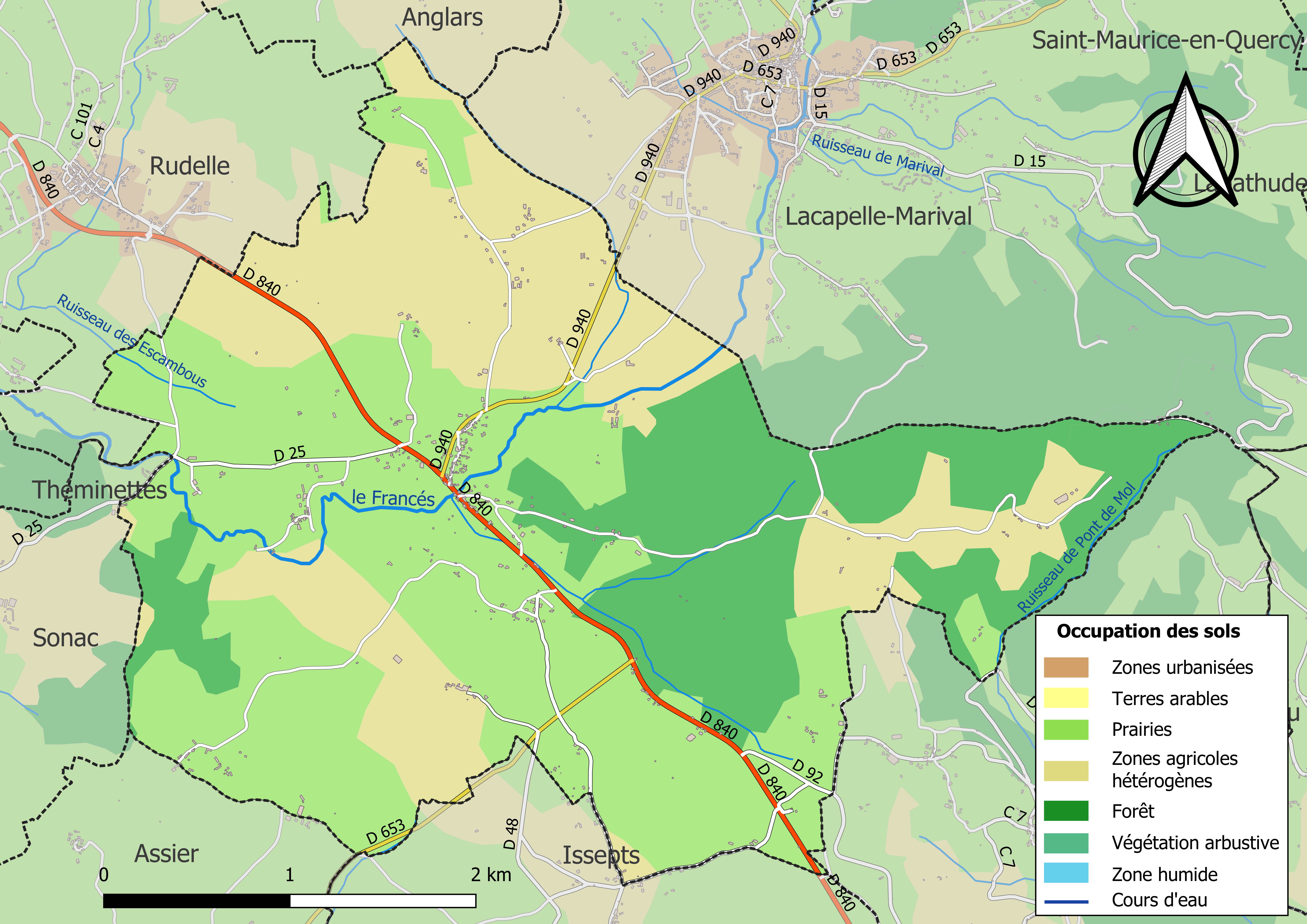
Carte des infrastructures et de l'occupation des sols de la commune en 2018 (CLC).

### Risques majeurs
Le territoire de la commune duBourg est vulnérable à différents aléas naturels : météorologiques (tempête, orage, neige, grand froid, canicule ou sécheresse), inondations, feux de forêts, mouvements de terrains et séisme (sismicité très faible). Il est également exposé à un risque technologique, le transport de matières dangereuses, et à un risque particulier : le risque de radon. Un site publié par le BRGM permet d'évaluer simplement et rapidement les risques d'un bien localisé soit par son adresse soit par le numéro de sa parcelle.

#### Risques naturels
Certaines parties du territoire communal sont susceptibles d’être affectées par le risque d’inondation par débordement de cours d'eau, notamment le Francés. La cartographie des zones inondables en ex-Midi-Pyrénées réalisée dans le cadre du XIe Contrat de plan État-région, visant à informer les citoyens et les décideurs sur le risque d’inondation, est accessible sur le site de la DREAL Occitanie. La commune a été reconnue en état de catastrophe naturelle au titre des dommages causés par les inondations et coulées de boue survenues en 1982, 1994 et 1999,.
Le Bourg est exposée au risque de feu de forêt. Un plan départemental de protection des forêts contre les incendies a été approuvé par arrêté préfectoral le 30 novembre 2015 pour la période 2015-2025. Les propriétaires doivent ainsi couper les broussailles, les arbustes et les branches basses sur une profondeur de 50 mètres, aux abords des constructions, chantiers, travaux et installations de toute nature, situées à moins de 200 mètres de terrains en nature
de bois, forêts, plantations, reboisements, landes ou friches. Le brûlage des déchets issus de l’entretien des parcs et jardins des ménages et des collectivités est interdit. L’écobuage est également interdit, ainsi que les feux de type méchouis et barbecues, à l’exception de ceux prévus dans des installations fixes (non situées sous couvert d'arbres) constituant une dépendance d'habitation.

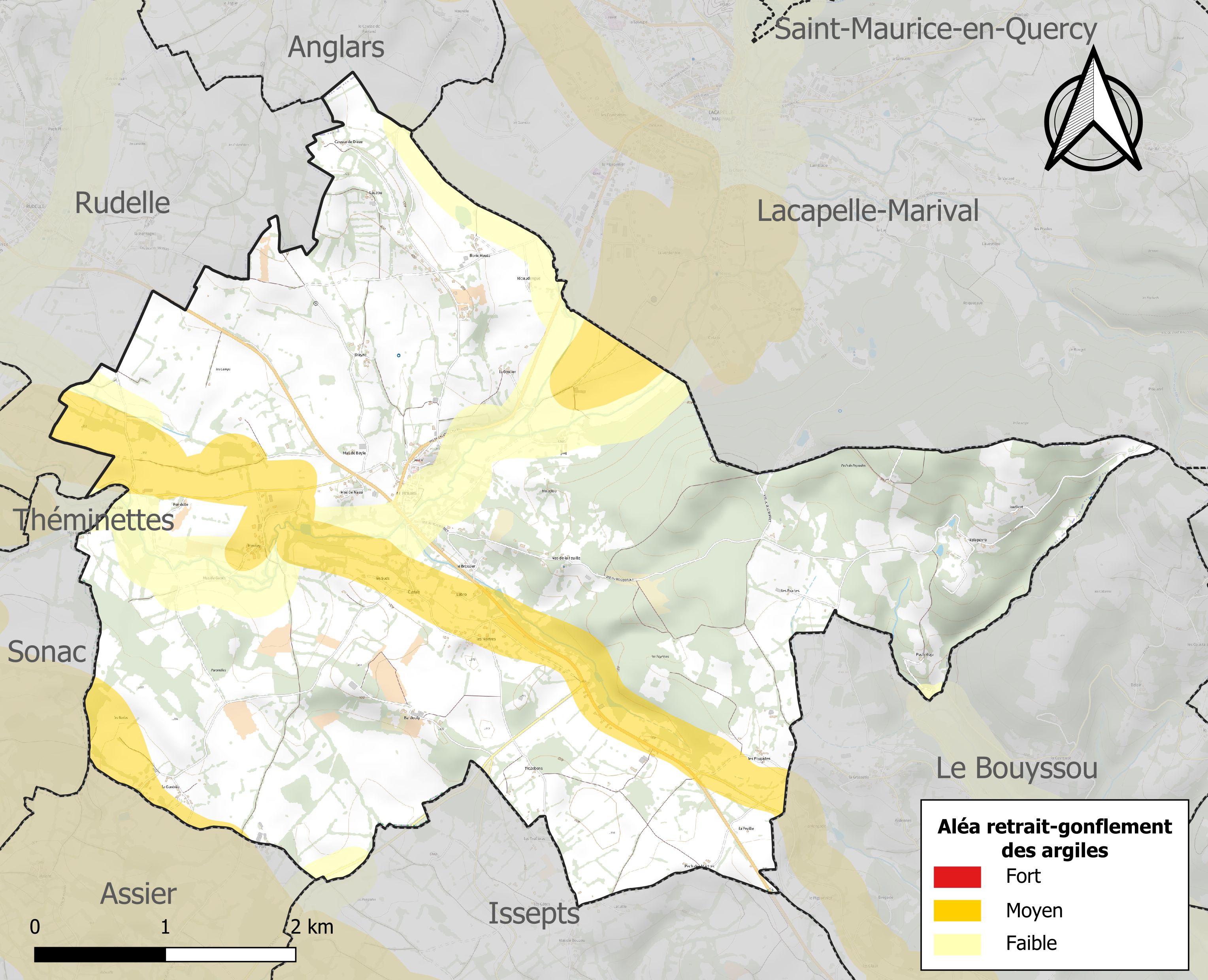
Carte des zones d'aléa retrait-gonflement des sols argileux duBourg.

Les mouvements de terrains susceptibles de se produire sur la commune sont des éboulements, chutes de pierres et de blocs et des glissements de terrain.
Le retrait-gonflement des sols argileux est susceptible d'engendrer des dommages importants aux bâtiments en cas d’alternance de périodes de sécheresse et de pluie. 13,4 % de la superficie communale est en aléa moyen ou fort (67,7 % au niveau départemental et 48,5 % au niveau national). Sur les 177 bâtiments dénombrés sur la commune en 2019, 38 sont en aléa moyen ou fort, soit 21 %, à comparer aux 72 % au niveau départemental et 54 % au niveau national. Une cartographie de l'exposition du territoire national au retrait gonflement des sols argileux est disponible sur le site du BRGM,.
Par ailleurs, afin de mieux appréhender le risque d’affaissement de terrain, l'inventaire national des cavités souterraines permet de localiser celles situées sur la commune.
Concernant les mouvements de terrains, la commune a été reconnue en état de catastrophe naturelle au titre des dommages causés par la sécheresse en 1989 et par des mouvements de terrain en 1999.

#### Risques technologiques
Le risque de transport de matières dangereuses sur la commune est lié à sa traversée par une route à fort trafic. Un accident se produisant sur une telle infrastructure est susceptible d’avoir des effets graves sur les biens, les personnes ou l'environnement, selon la nature du matériau transporté. Des dispositions d’urbanisme peuvent être préconisées en conséquence.

#### Risque particulier
Dans plusieurs parties du territoire national, le radon, accumulé dans certains logements ou autres locaux, peut constituer une source significative d’exposition de la population aux rayonnements ionisants. Certaines communes du département sont concernées par le risque radon à un niveau plus ou moins élevé. Selon la classification de 2018, la commune duBourg est classée en zone 3, à savoir zone à potentiel radon significatif.

## Toponymie
Le nom Le Bourg est issu du latin de basse époque burgus. Ce nom désignait un lieu fortifié servant de refuge en cas d'alerte. Ensuite, ce nom désigna une agglomération.

## Histoire

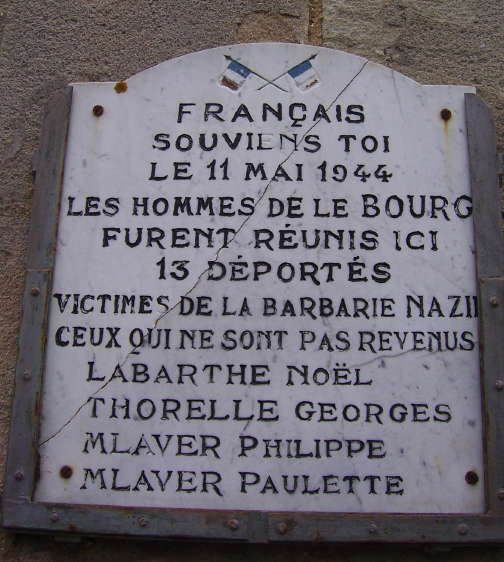
Plaque à la mémoire des victimes du 11 mai 1944.

En 1825, une partie du territoire de l'ancienne commune de Saint-Médard-la-Garénie a été rattaché au Bourg.

### Seconde Guerre mondiale
Le 11 mai 1944 à l'aube, le village est envahi et cerné par les soldats de la 2e division SS « Das Reich ». Les Waffen-SS cherchent, jusque dans les fermes éloignées, les hommes valides âgés de 18 à 50 ans qui devront se rendre pour recensement sur la place de l'église. La salle de classe est vidée et transformée en salle d'opération. Jusqu'à l'arrivée d'une voiture à midi, les premières personnes interrogées sont relâchées. Ensuite, les suivantes sont retenues, puis à 15 h elles sont chargées sur des camions et emmenées à Montauban.
Sur les treize personnes déportées, trois hommes et une femme ne revinrent pas. Une plaque commémorative a été apposée sur l'église.

## Politique et administration
| Période                                  | Période  | Identité                  | Étiquette | Qualité |
| ---------------------------------------- | -------- | ------------------------- | --------- | ------- |
| 1793                                     | 1797     | Louis Ferluc              |           |         |
| 1797                                     | 1799     | Jean Carayrou             |           |         |
| 1800                                     | 1813     | Joseph Carbonel           |           |         |
| 1814                                     | 1864     | Jean Antoine Rochy        |           |         |
| 1864                                     | 1871     | Charles Henri Louis Rochy |           |         |
| 1871                                     | 1880     | Louis Lacabane            |           |         |
| 1880                                     | 1882     | Jean Lagarrigue           |           |         |
| 1882                                     | 1893     | Louis Lacabane            |           |         |
| 1893                                     | 1902     | Jean Montbertrand         |           |         |
| 1959                                     | 1971     | Paul Bruel                |           |         |
| 2001                                     | En cours | Christian Faure           |           |         |
| Les données manquantes sont à compléter. |          |                           |           |         |

## Démographie
L'évolution du nombre d'habitants est connue à travers les recensements de la population effectués dans la commune depuis 1793. Pour les communes de moins de 10 000 habitants, une enquête de recensement portant sur toute la population est réalisée tous les cinq ans, les populations de référence des années intermédiaires étant quant à elles estimées par interpolation ou extrapolation. Pour la commune, le premier recensement exhaustif entrant dans le cadre du nouveau dispositif a été réalisé en 2005.

En 2022, la commune comptait 301 habitants, en évolution de −7,38 % par rapport à 2016 (Lot : +1,31 %, France hors Mayotte : +2,11 %).
| 1793 | 1800 | 1806 | 1821 | 1831 | 1836 | 1841 | 1846 | 1851 |
| ---- | ---- | ---- | ---- | ---- | ---- | ---- | ---- | ---- |
| 590  | 557  | 628  | 595  | 621  | 629  | 674  | 705  | 756  |

| 1856 | 1861 | 1866 | 1872 | 1876 | 1881 | 1886 | 1891 | 1896 |
| ---- | ---- | ---- | ---- | ---- | ---- | ---- | ---- | ---- |
| 714  | 668  | 578  | 600  | 579  | 601  | 577  | 548  | 545  |

| 1901 | 1906 | 1911 | 1921 | 1926 | 1931 | 1936 | 1946 | 1954 |
| ---- | ---- | ---- | ---- | ---- | ---- | ---- | ---- | ---- |
| 511  | 507  | 502  | 400  | 414  | 385  | 367  | 336  | 302  |

| 1962 | 1968 | 1975 | 1982 | 1990 | 1999 | 2005 | 2006 | 2010 |
| ---- | ---- | ---- | ---- | ---- | ---- | ---- | ---- | ---- |
| 273  | 228  | 218  | 222  | 229  | 246  | 281  | 281  | 296  |

| 2015 | 2020 | 2022 | - | - | - | - | - | - |
| ---- | ---- | ---- | - | - | - | - | - | - |
| 320  | 306  | 301  | - | - | - | - | - | - |

Au début du XXe siècle, Le Bourg comptait 545 habitants.

## Économie

### Revenus
En 2018, la commune compte 127 ménages fiscaux, regroupant 297 personnes. La médiane du revenu disponible par unité de consommation est de 20 700 € (20 740 € dans le département).

### Emploi
|                | 2008  | 2013  | 2018  |
| -------------- | ----- | ----- | ----- |
| Commune        | 8,9 % | 7,6 % | 9,9 % |
| Département    | 7,3 % | 8,9 % | 9,6 % |
| France entière | 8,3 % | 10 %  | 10 %  |

En 2018, la population âgée de 15 à 64 ans s'élève à 182 personnes, parmi lesquelles on compte 79,7 % d'actifs (69,8 % ayant un emploi et 9,9 % de chômeurs) et 20,3 % d'inactifs,. En  2018, le taux de chômage communal (au sens du recensement) des 15-64 ans est supérieur à celui du département, mais inférieur à celui de la France, alors qu'il était supérieur à celui de la France en 2008.
La commune fait partie de la couronne de l'aire d'attraction de Figeac, du fait qu'au moins 15 % des actifs travaillent dans le pôle,. Elle compte 43 emplois en 2018, contre 34 en 2013 et 35 en 2008. Le nombre d'actifs ayant un emploi résidant dans la commune est de 133, soit un indicateur de concentration d'emploi de 32,3 % et un taux d'activité parmi les 15 ans ou plus de 56,5 %.
Sur ces 133 actifs de 15 ans ou plus ayant un emploi, 33 travaillent dans la commune, soit 25 % des habitants. Pour se rendre au travail, 84,9 % des habitants utilisent un véhicule personnel ou de fonction à quatre roues, 6,4 % s'y rendent en deux-roues, à vélo ou à pied et 8,7 % n'ont pas besoin de transport (travail au domicile).

### Activités hors agriculture
18 établissements sont implantés  au Bourg au 31 décembre 2019.
Le secteur du commerce de gros et de détail, des transports, de l'hébergement et de la restauration est prépondérant sur la commune puisqu'il représente 27,8 % du nombre total d'établissements de la commune (5 sur les 18 entreprises implantées  au Le Bourg), contre 29,9 % au niveau départemental.

### Agriculture
La commune est dans la Limargue », une petite région agricole occupant une bande verticale à l'est du territoire du département du Lot. En 2020, l'orientation technico-économique de l'agriculture  sur la commune est l'élevage d'équidés et/ou d' autres herbivores.
|               | 1988 | 2000 | 2010 | 2020 |
| ------------- | ---- | ---- | ---- | ---- |
| Exploitations | 27   | 21   | 13   | 14   |
| SAU (ha)      | 663  | 746  | 625  | 765  |

Le nombre d'exploitations agricoles en activité et ayant leur siège dans la commune est passé de 27 lors du recensement agricole de 1988  à 21 en 2000 puis à 13 en 2010 et enfin à 14 en 2020, soit une baisse de 48 % en 32 ans. Le même mouvement est observé à l'échelle du département qui a perdu pendant cette période 60 % de ses exploitations,. La surface agricole utilisée sur la commune est restée relativement stable, passant de 663 ha en 1988 à 765 ha en 2020. Parallèlement la surface agricole utilisée moyenne par exploitation a augmenté, passant de 25 à 55 ha.

## Culture locale et patrimoine

### Église Saint-Saturnin

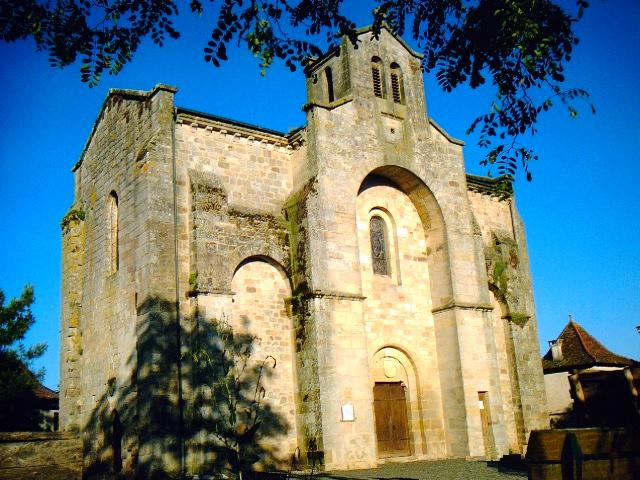
L'église Saint-Saturnin.

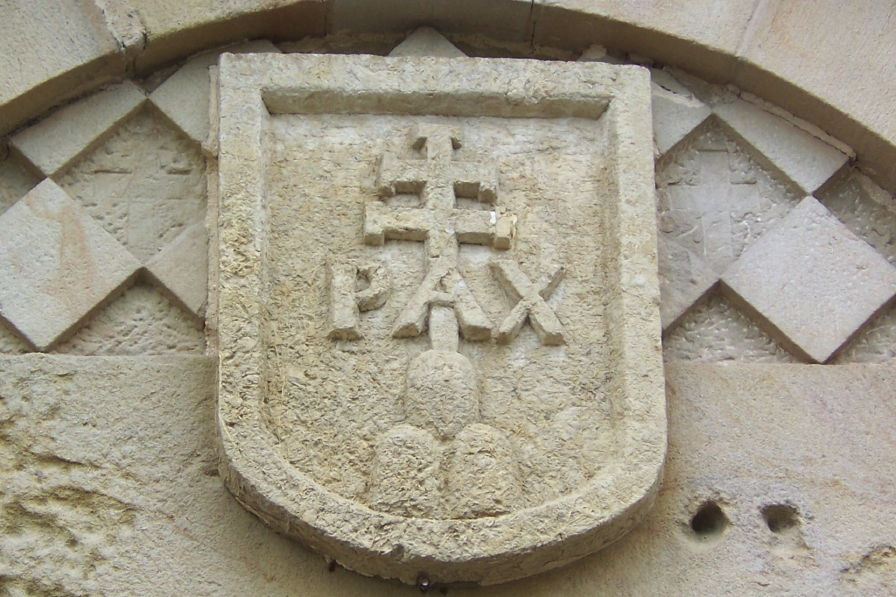
Détail du portail de l'église.

L'église Saint-Saturnin du Bourg, était à l'origine la chapelle d'un prieuré bénédictin dépendant de l'abbaye Saint-Géraud d'Aurillac. Ce prieuré est à l'origine du bourg qui s'est développé le long d'une voie de communication entre Causses et Ségala.
Sa construction est estimée par étude archéologique au XIe/début du XIIe siècle. En effet, l'église est de style roman en croix latine avec tour carrée au-dessus du transept, possède un chœur avec abside et des voûtes hautes. Le plan général du chœur et des chapelles avec le transept traduit l'origine monastique de l'église. On retrouve ce plan à Duravel, Saint-Pierre-Toirac et Carennac. 26 chapiteaux sculptés sont répartis dans les baies du chœur et les colonnes du transept. Sur les chapiteaux sont sculptés des décors d'entrelacs végétaux et de palmettes auxquels sont ajoutés des anges, des oiseaux et des animaux. Ce type de décor peut se retrouver das l'abbatiale Saint-Sauveur de Figeac, à Carennac et à Fourmagnac, mais aussi à l'abbatiale Sainte-Foy de Conques. Un seul chapiteau échappe à ce décor végétal.

Vers 1387, le prieuré est saccagé par des troupes anglaises. Les moines sont restés dispersés jusqu'en 1485.
La nef, comme le reste du prieuré, sont détruits vers 1562 par les protestants de Duras et de Bessonies, au cours des guerres de religion. L'église paroissiale Sainte-Madeleine est détruite et le village pillé. La paix revenue, ce qu'il reste de l'église Saint-Saturnin (Saint-Cernin) est restauré et sert d'église paroissiale. La nef ayant été détruite, le transept est fermé par un mur puis est percé d'une porte. L'analyse de l'architecture montre son originalité et les influences diverses - Berry, Auvergne, Rouergue - dues aux intervenants qui devaient être itinérants.
La charpente et la toiture sont réparées en 1771.
En 1874, l'Inspecteur général des Monuments historiques Boeswildwald donna une description de l'église et définit les travaux les plus urgents. Des relevés de l'architecture ont été faits par l'architecte Poussin en 1882. L'église est classée Monument historique en 1896.
En 1906, l'église est restaurée par le service des Beaux-Arts. Ils refont les voûtes, reprennent la tour carrée du transept, refont charpente et toiture. La façade a été remplacée vers 1910.
Le chemin de croix a été peint en 1936 par Charles Plessard, membre des Ateliers d'art sacré créés par Maurice Denis en 1919.
L'édifice est classé au titre des monuments historiques en 1986. Plusieurs objets sont référencés dans la base Palissy.

### Grandes croix monolithiques

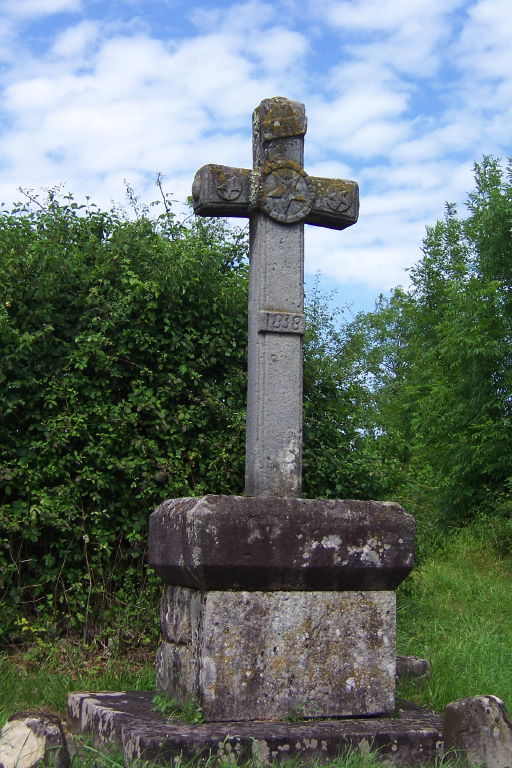
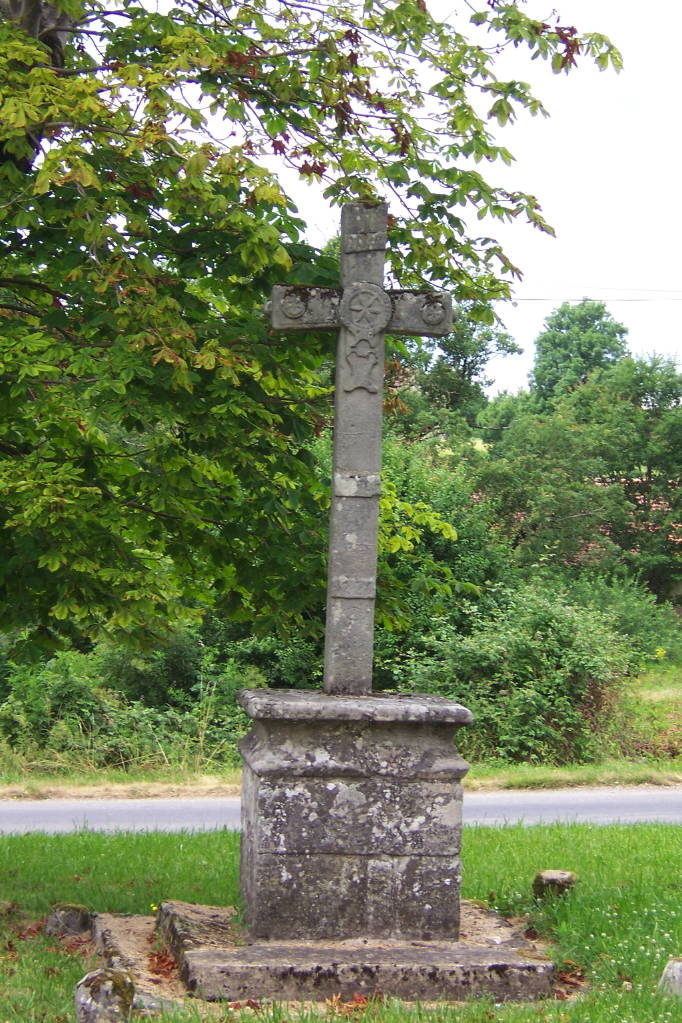
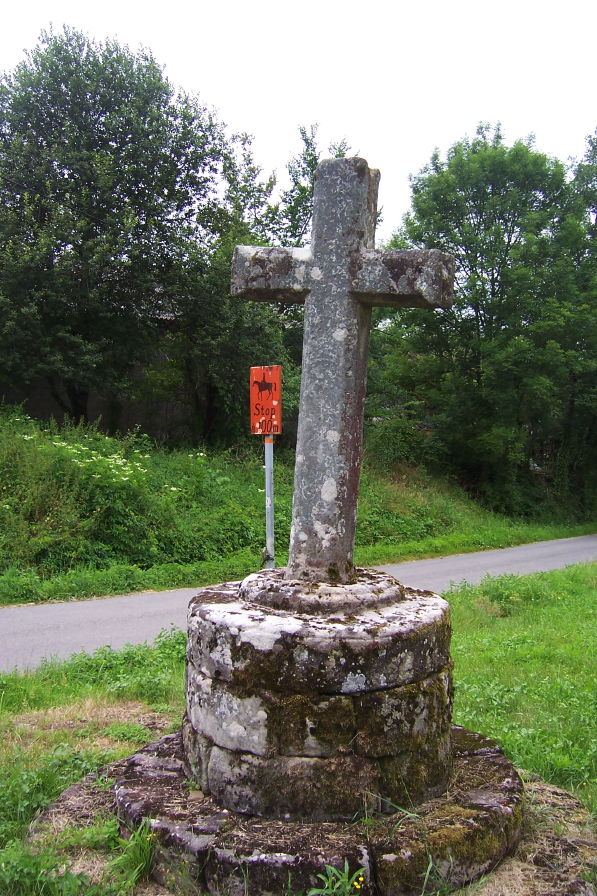

### Moulin restauré
Situé à proximité du Francès, un moulin actuellement restauré reste un témoin évident de l'activité passée de la bourgade, celui-ci est aussi un représentant classique de l'architecture quercynoise avec son pigeonnier à colombages.

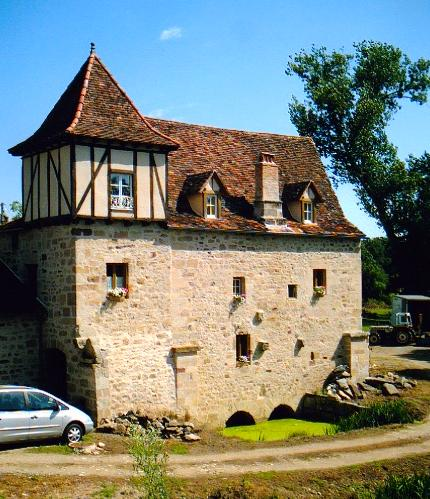
Le moulin restauré.

### Château de la Rauze
Le château de la Rauze, château du XVIIe siècle et XVIIIe siècle, inscrit depuis 14 novembre 1979 au titre des monuments historiques, propriété privée.

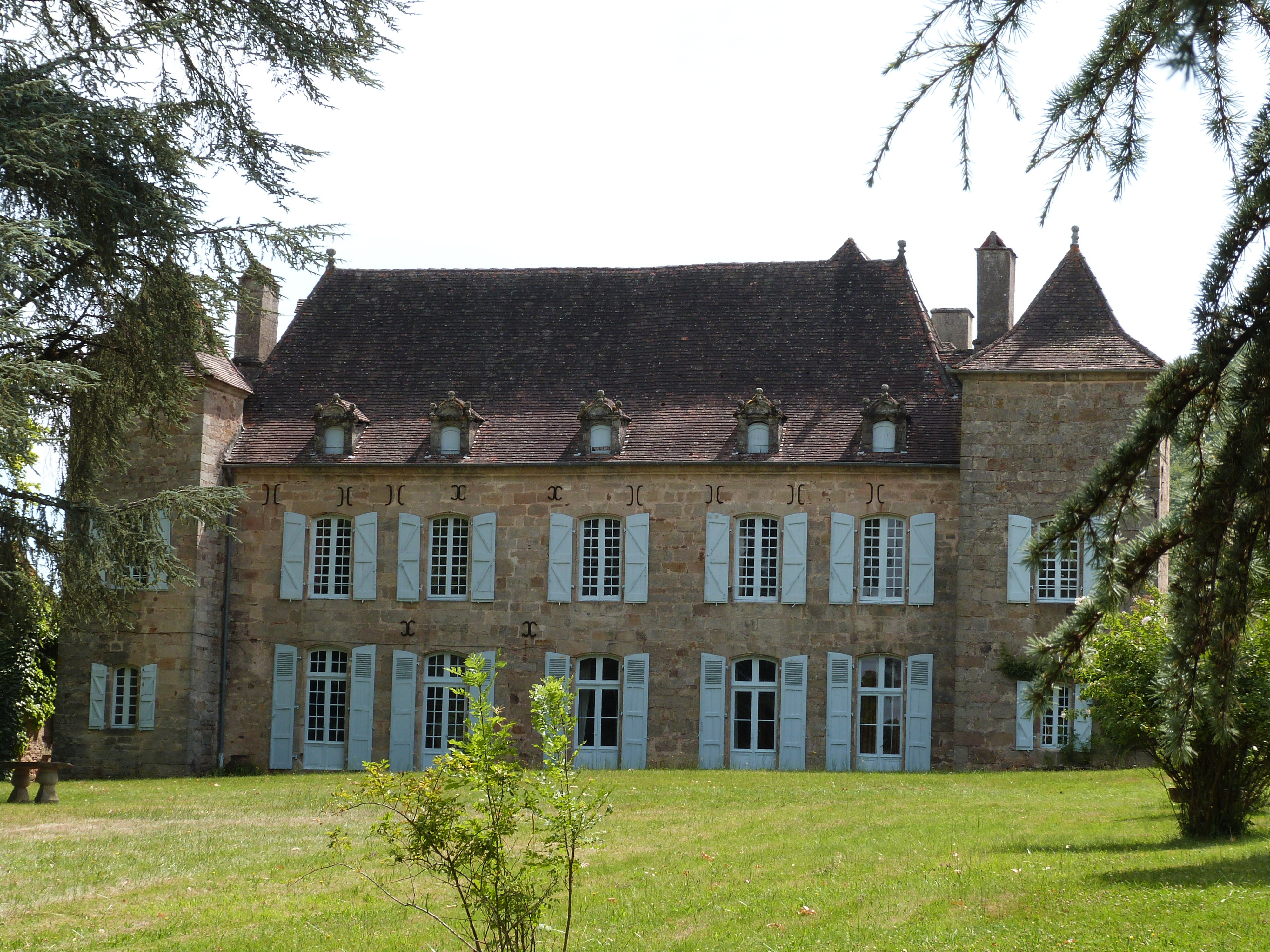
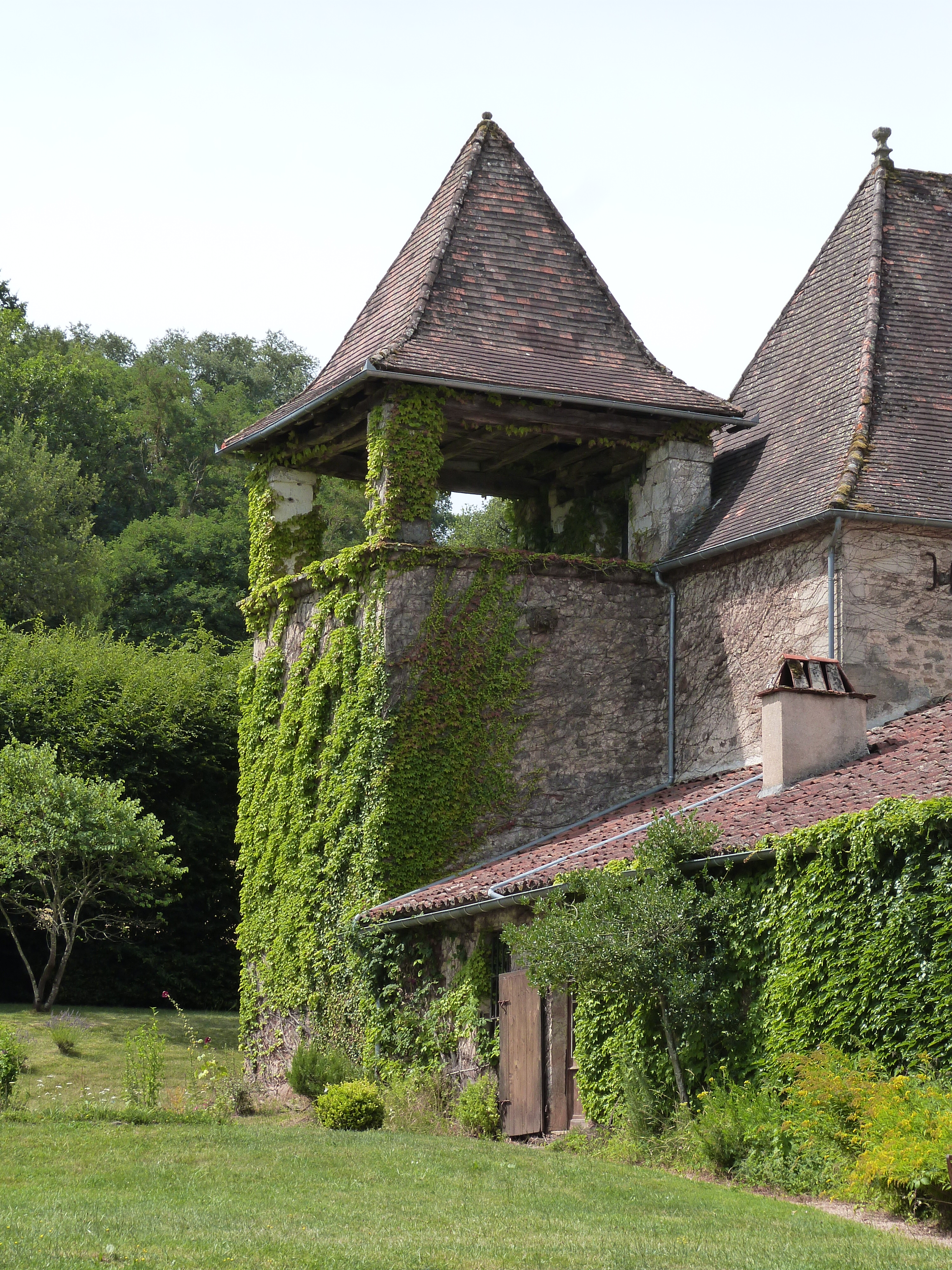
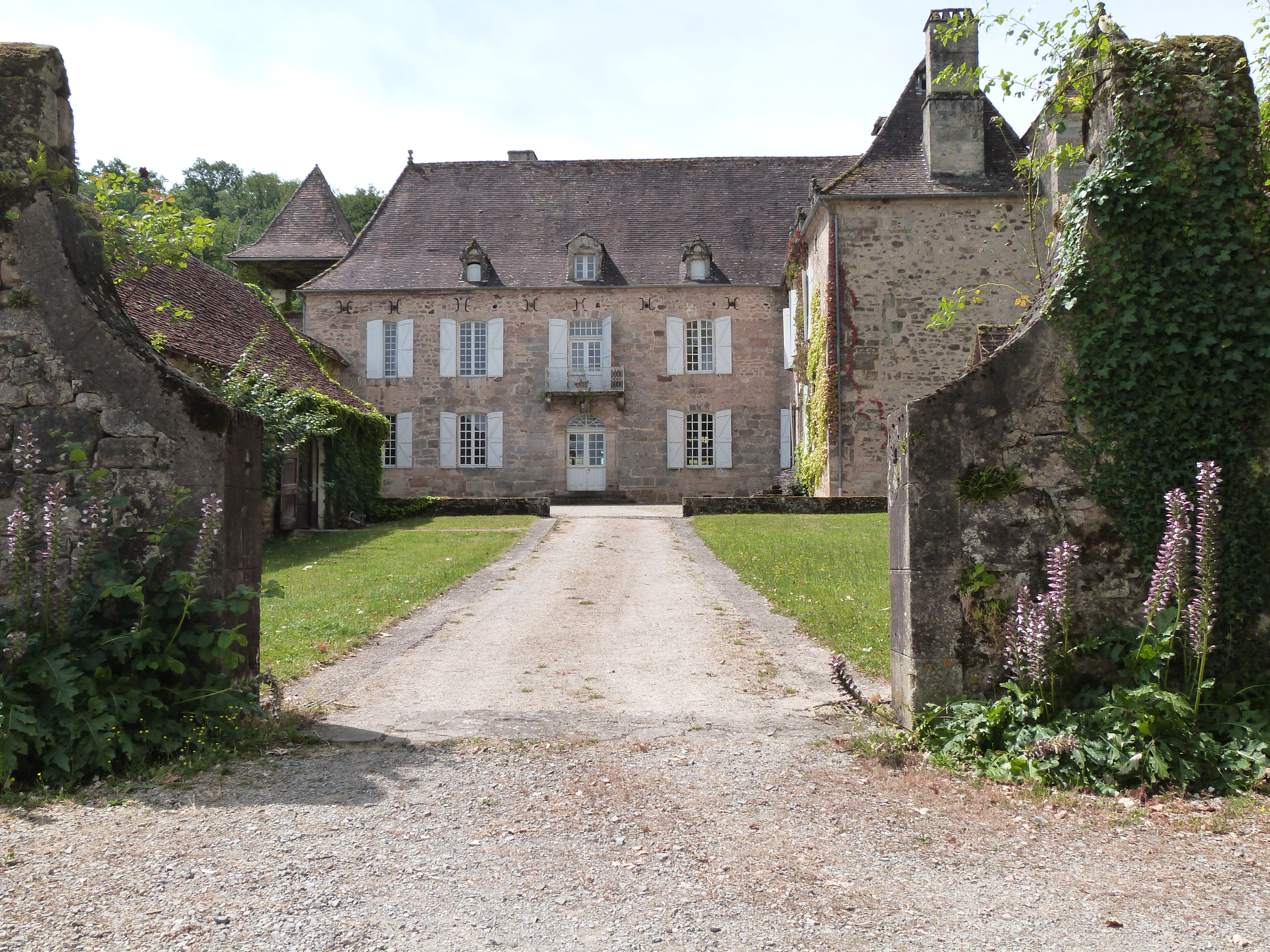

#### Site de l'Insee
1. ↑  « La grille communale de densité », sur le site de l'Insee, 28 mai 2024 (consulté le 28 juin 2024).
2. 1 2  Insee, « Métadonnées de la commune ».
3. ↑  « Liste des communes composant l'aire d'attraction de Figeac », sur le site de l'Insee (consulté le 28 juin 2024).
4. ↑  Marie-Pierre de Bellefon, Pascal Eusebio, Jocelyn Forest, Olivier Pégaz-Blanc et Raymond Warnod (Insee), « En France, neuf personnes sur dix vivent dans l’aire d’attraction d’une ville », sur le site de l'Insee, 21 octobre 2020 (consulté le 28 juin 2024).
5. ↑  « REV T1 - Ménages fiscaux de l'année 2018 au Bourg » (consulté le 5 février 2022).
6. ↑  « REV T1 - Ménages fiscaux de l'année 2018 dans le Lot » (consulté le 5 février 2022).
7. 1 2  « Emp T1 - Population de 15 à 64 ans par type d'activité en 2018 au Bourg » (consulté le 5 février 2022).
8. ↑  « Emp T1 - Population de 15 à 64 ans par type d'activité en 2018 dans le Lot » (consulté le 5 février 2022).
9. ↑  « Emp T1 - Population de 15 à 64 ans par type d'activité en 2018 dans la France entière » (consulté le 5 février 2022).
10. ↑  « Base des aires d'attraction des villes 2020 », sur site de l'Insee (consulté le 10 avril 2021).
11. ↑  « Emp T5 - Emploi et activité en 2018 au Bourg » (consulté le 5 février 2022).
12. ↑  « ACT T4 - Lieu de travail des actifs de 15 ans ou plus ayant un emploi qui résident dans la commune en 2018 » (consulté le 5 février 2022).
13. ↑  « ACT G2 - Part des moyens de transport utilisés pour se rendre au travail en 2018 » (consulté le 5 février 2022).
14. ↑  « DEN T5 - Nombre d'établissements par secteur d'activité au 31 décembre 2019 au Bourg » (consulté le 14 février 2022).
15. ↑  « DEN T5 - Nombre d'établissements par secteur d'activité au 31 décembre 2019 dans le Lot » (consulté le 14 février 2022).

#### Autres sources
1. ↑  Carte IGN sous Géoportail
2. 1 2  Daniel Joly, Thierry Brossard, Hervé Cardot, Jean Cavailhes, Mohamed Hilal et Pierre Wavresky, « Les types de climats en France, une construction spatiale », Cybergéo, revue européenne de géographie - European Journal of Geography, no 501,‎ 18 juin 2010 (DOI 10.4000/cybergeo.23155, lire en ligne, consulté le 14 novembre 2023)
3. ↑  « Zonages climatiques en France métropolitaine. », sur pluiesextremes.meteo.fr (consulté le 14 novembre 2023).
4. ↑  « Orthodromie entre Le Bourg et Faycelles », sur fr.distance.to (consulté le 14 novembre 2023).
5. ↑  « Station Météo-France « Faycelles » (commune de Faycelles) - fiche climatologique - période 1991-2020 », sur donneespubliques.meteofrance.fr (consulté le 14 novembre 2023).
6. ↑  « Station Météo-France « Faycelles » (commune de Faycelles) - fiche de métadonnées. », sur donneespubliques.meteofrance.fr (consulté le 14 novembre 2023).
7. ↑  « Climadiag Commune : diagnostiquez les enjeux climatiques de votre collectivité. », sur meteofrance.fr, novembre 2022 (consulté le 14 novembre 2023).
8. ↑  « Les espaces protégés. », sur le site de l'INPN (consulté le 10 mai 2022).
9. ↑  « Liste des espaces protégés sur la commune », sur le site de l'inventaire national du patrimoine naturel (consulté le 2 septembre 2021).
10. ↑  « le géoparc des Causses du Quercy »(Archive.org • Wikiwix • Archive.is • Google • Que faire ?), sur le site des Géoparks de l'Unesco (consulté le 26 août 2021).
11. ↑  « géoparc des causses du Quercy », sur le site de l'inventaire national du patrimoine naturel (consulté le 1er septembre 2021).
12. ↑  « Réserve de biosphère du bassin de la Dordogne », sur mab-france.org (consulté le 2 septembre 2021).
13. ↑  « Bassin de la Dordogne - zone de transition - fiche descriptive », sur le site de l'inventaire national du patrimoine naturel (consulté le 1er septembre 2021).
14. 1 2  « Liste des ZNIEFF de la commune duBourg », sur le site de l'Inventaire national du patrimoine naturel (consulté le 2 septembre 2021).
15. ↑  « ZNIEFF l'« agrosystème du moulin de Rouby » - fiche descriptive », sur le site de l'inventaire national du patrimoine naturel (consulté le 2 septembre 2021).
16. ↑  « ZNIEFF les « étangs et bocage d'Issepts et d'Assier » - fiche descriptive », sur le site de l'inventaire national du patrimoine naturel (consulté le 2 septembre 2021).
17. ↑  « ZNIEFF le « massifforestier de Lacapelle-Marival » - fiche descriptive », sur le site de l'inventaire national du patrimoine naturel (consulté le 2 septembre 2021).
18. ↑  « ZNIEFF le « Haut bassin du Drauzou » - fiche descriptive », sur le site de l'inventaire national du patrimoine naturel (consulté le 2 septembre 2021).
19. ↑  « CORINE Land Cover (CLC) - Répartition des superficies en 15 postes d'occupation des sols (métropole). », sur le site des données et études statistiques du ministère de la Transition écologique. (consulté le 14 avril 2021).
20. 1 2 3  « Les risques près de chez moi - commune du Bourg », sur Géorisques (consulté le 17 octobre 2022).
21. ↑  BRGM, « Évaluez simplement et rapidement les risques de votre bien », sur Géorisques (consulté le 13 septembre 2022).
22. ↑  DREAL Occitanie, « CIZI », sur occitanie.developpement-durable.gouv.fr (consulté le 13 septembre 2022).
23. ↑  « Dossier départemental des risques majeurs dans le Lot », sur lot.gouv.fr (consulté le 13 septembre 2022), partie 1 -  chapitre Risque inondation.
24. ↑  « Dossier départemental des risques majeurs dans le Lot », sur lot.gouv.fr (consulté le 13 septembre 2022).
25. ↑  « Dossier départemental des risques majeurs dans le Lot », sur lot.gouv.fr (consulté le 13 septembre 2022), chapitre Mouvements de terrain.
26. ↑  « Retrait-gonflement des argiles », sur le site de l'observatoire national des risques naturels (consulté le 13 septembre 2022).
27. ↑  « Liste des cavités souterraines localisées sur la commune duBourg », sur georisques.gouv.fr (consulté le 13 septembre 2022).
28. ↑  « Dossier départemental des risques majeurs dans le Lot », sur lot.gouv.fr (consulté le 13 septembre 2022), chapitre Risque transport de matières dangereuses.
29. ↑  « Cartographie du risque radon en France. », sur le site de l’IRSN, janvier 2021 (consulté le 13 septembre 2022).
30. ↑  Gaston Bazalgues, À la découverte des noms de lieux du Quercy : Toponymie lotoise, Gourdon, Éditions de la Bouriane et du Quercy, juin 2002, 127 p. (ISBN 2-910540-16-2), p. 107
31. ↑  Gilbert Lacan, Figeac en Quercy : sous la terreur allemande, Paris, Union amicale des enfants de l'arrondissement de Figeac, mai 1945, 99 p., p. 19-20.
32. ↑  « Les maires de Bourg (Le) », sur francegenweb.org, 19 février 2011 (consulté le 1er août 2016).
33. ↑  L'organisation du recensement, sur insee.fr.
34. ↑  Calendrier départemental des recensements, sur insee.fr.
35. ↑  Des villages de Cassini aux communes d'aujourd'hui sur le site de l'École des hautes études en sciences sociales.
36. ↑  Fiches Insee - Populations de référence de la commune pour les années 2006, 2007, 2008, 2009, 2010, 2011, 2012, 2013, 2014, 2015, 2016, 2017, 2018, 2019, 2020, 2021 et 2022.
37. ↑  Le Lot chapitre Routes - De Saint-Céré à Figeac p.285 - Armand Viré - Réédition de l'ouvrage de 1907 -  (ISBN 2-7455-0049-X).
38. ↑  « Les régions agricoles (RA), petites régions agricoles(PRA) - Année de référence : 2017 », sur agreste.agriculture.gouv.fr (consulté le 14 février 2022).
39. ↑  Présentation des premiers résultats du recensement agricole 2020, Ministère de l’agriculture et de l’alimentation, 10 décembre 2021
40. 1 2  « Fiche de recensement agricole - Exploitations ayant leur siège dans la commune du Le Bourg - Données générales », sur recensement-agricole.agriculture.gouv.fr (consulté le 14 février 2022).
41. ↑  « Fiche de recensement agricole - Exploitations ayant leur siège dans le département du Lot » (consulté le 14 février 2022).
42. ↑  Anne-Marie Pêcheur - L'église Saint-Saturnin du Bourg - pp.161-169, dans Congrès archéologique de France. 147e session. Quercy. 1989 - Société Française d'Archéologie - Paris - 1993
43. ↑  Marguerite Vidal, Jean Maury et Jean Porcher, Quercy roman, La Pierre-qui-vire, Éditions Zodiaque, coll. « La nuit des temps » (no 10), 1979, 3e éd. (1re éd. 1959), 336 p. (ISBN 2-7369-0143-6, ISSN 0768-0937, OCLC 489892065, SUDOC 011528664), p. 24.
44. 1 2  « Église Saint-Saturnin », notice no PA00094986, sur la plateforme ouverte du patrimoine, base Mérimée, ministère français de la Culture.
45. ↑  Château de la Rauze sur le site patrimoine de France
46. ↑  « Château de la Rauze », notice no PA00094985, sur la plateforme ouverte du patrimoine, base Mérimée, ministère français de la Culture.